# Ли, Эдвард, 1-й граф Личфилд
Эдвард Генри Ли, 1-й граф Личфилд (англ. Edward Lee, 1st Earl of Lichfield; 4 февраля 1663 — 14 июля 1716) — английский аристократ, граф Личфилд (с 1674 года), лорд-лейтенант Оксфордшира (1687—1689).

## Биография
Эдвард Ли был сыном баронета Фрэнсиса Ли (1639—1667) и его жены леди Элизабет Поуп; его отец умер, когда ему было 4 года и он унаследовал его титулы.
16 мая 1674 года в возрасте 11 лет Эдвард был помолвлен с 9-летней Шарлоттой Фицрой (1664—1718), незаконнорожденной дочерью короля Карла II от его любовницы Барбары Вильерс. В честь помолвки он получил от отца невесты титулы барона Спелсбури, виконта Кварендона и графа Личфилда. Свадьба состоялась 6 февраля 1677 года, когда Эдварду было 14 лет, а его невесте 13 лет. В честь свадьбы Шарлотта получила приданое 18000 фунтов стерлингов, а Эдварду была назначена пенсия в 2000 фунтов стерлингов год.
С 5 декабря 1687 года по 3 мая 1689 года Эдвард занимал должность лорда-лейтенанта Оксфордшира. Эдвард Ли служил в английской армии в звании полковника, командуя Саффолскским пехотным полком. В ноябре 1688 года король Яков II был свергнут в результате «Славной революции», а Эдвард был уволен из армии за поддержку якобитов.
Скончался 14 июля 1716 года в возрасте 53 лет.

## Семья
В браке с Шарлоттой Фицрой было по крайней мере 18 детей, из которых 11 дожили до совершеннолетия:

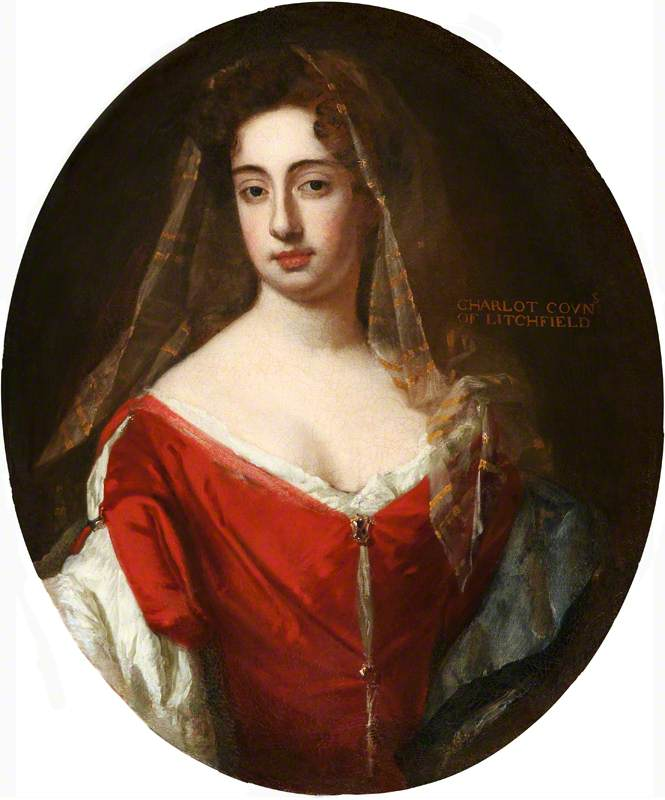
Портрет Шарлотты Фицрой кисти Готфрида Кнеллера

- Шарлотта Ли, леди Балтимор[англ.] (13 марта 1678 — 22 января 1721) — 1-й муж: Бенедикт Калверт, 4-й барон Балтимор (21 марта 1679 — 16 апреля 1715), у пары было 8 детей; 2-й муж: Кристофер Кроу[англ.] (ок. 1681 — 9 ноября 1749), у пары было 5 детей;
- Эдвард Генри Ли, виконт Куарендон (6 июня 1681 — 21 октября 1713);
- Дост. Капитан Джеймс Ли (13 ноября 1681—1711);
- Леди Анна Ли (29 июня 1686 — ум. после 1716), замужем за мистером Морганом;
- Джордж Генри Ли[англ.] (12 марта 1690 — 15 февраля 1743), 2-й граф Личфилд (1716—1742);
- Дост. Фрэнсис Генри Фицрой Ли (10 сентября 1692—1730);
- Леди Элизабет Ли (26 мая 1693 — 29 января 1741) — 1-й муж : Фрэнсис Ли, у пары было 3 детей; 2-муж: поэт Эдуард Юнг (1683 — 5 апреля 1745), у пары был один сын;
- Леди Барбара Ли (3 марта 1695 — ум. после 1729), была замужем за сэром Джорджем Брауном, 3-м баронетом Киддингтона;
- Леди Мэри Изабелла Ли (6 сентября 1697 — 28 декабря 1697);
- Фицрой Генри Ли (2 января 1699 — 14 апреля 1750) ― губернатор Ньюфаундленда (1735—1737); вице-адмирал Военно-морского флота (1748);
- Роберт Ли[англ.] (3 июля 1706 — 4 ноября 1776), 4-й граф Личфилд (1772—1776);